# Episodi di Tactik (prima stagione)
La prima stagione del telefilm Tactik è andata in onda in Canada nel 2009 sul canale Télé-Québec.
In Italia la serie è inedita.
| nº | Titolo originale                | Titolo italiano | Prima TV Canada | Prima TV Italia |
| -- | ------------------------------- | --------------- | --------------- | --------------- |
| 1  | Jour d'inscription              | —               | 2009            | Inedito         |
| 2  | Samuel s'emmêle !               | —               | 2009            | Inedito         |
| 3  | Vérité ou conséquence           | —               | 2009            | Inedito         |
| 4  | L'arrivée des reines            | —               | 2009            | Inedito         |
| 5  | Le baptême triple               | —               | 2009            | Inedito         |
| 6  | Soupers en tête-à-tête          | —               | 2009            | Inedito         |
| 7  | Comme si c'était fait           | —               | 2009            | Inedito         |
| 8  | Le bazar fait bien les choses   | —               | 2009            | Inedito         |
| 9  | La guerre du silence            | —               | 2009            | Inedito         |
| 10 | Le souffle des bisons           | —               | 2009            | Inedito         |
| 11 | Passion impossible              | —               | 2009            | Inedito         |
| 12 | Stratégies d'attaque            | —               | 2009            | Inedito         |
| 13 | Reconnexions                    | —               | 2009            | Inedito         |
| 14 | Un nouveau kick ?               | —               | 2009            | Inedito         |
| 15 | Première victoire de l'Épik     | —               | 2009            | Inedito         |
| 16 | Garder le secret                | —               | 2009            | Inedito         |
| 17 | Sous pression                   | —               | 2009            | Inedito         |
| 18 | Pris en sandwich !              | —               | 2009            | Inedito         |
| 19 | Rebonds                         | —               | 2009            | Inedito         |
| 20 | Le début de la fin ?            | —               | 2009            | Inedito         |
| 21 | Alliances nouvelles             | —               | 2009            | Inedito         |
| 22 | La monnaie de sa pièce          | —               | 2009            | Inedito         |
| 23 | Faux départ                     | —               | 2009            | Inedito         |
| 24 | La voix de Théo                 | —               | 2009            | Inedito         |
| 25 | L'Épik contre-attaque           | —               | 2009            | Inedito         |
| 26 | Oracles et furies               | —               | 2009            | Inedito         |
| 27 | Rôle secondaire                 | —               | 2009            | Inedito         |
| 28 | Défense de nourrir les animaux  | —               | 2009            | Inedito         |
| 29 | Kick Mik                        | —               | 2009            | Inedito         |
| 30 | L'Épik a gagné !                | —               | 2009            | Inedito         |
| 31 | Orgueil et échappées            | —               | 2009            | Inedito         |
| 32 | Les arts, c'est du sport !      | —               | 2009            | Inedito         |
| 33 | Coup d'épée dans l'eau          | —               | 2009            | Inedito         |
| 34 | Oh, capitaine ! Mon capitaine ! | —               | 2009            | Inedito         |
| 35 | L'heure des comptes             | —               | 2009            | Inedito         |
| 36 | Je hais les dimanches !         | —               | 2009            | Inedito         |
| 27 | Sami et ses drôles de dames     | —               | 2009            | Inedito         |
| 28 | Expédition à Lac-aux-Bernaches  | —               | 2009            | Inedito         |
| 39 | Tu veux ma photo ?              | —               | 2009            | Inedito         |
| 40 | Épik/Crampons, prise 2          | —               | 2009            | Inedito         |
| 41 | Comme un roman                  | —               | 2009            | Inedito         |
| 42 | Le cadeau                       | —               | 2009            | Inedito         |
| 43 | Un de perdu                     | —               | 2009            | Inedito         |
| 44 | Serment d'allégeance            | —               | 2009            | Inedito         |
| 45 | Vive Théo libre !               | —               | 2009            | Inedito         |
| 46 | Je t'aime, moi non plus         | —               | 2009            | Inedito         |
| 47 | À qui le C ?                    | —               | 2009            | Inedito         |
| 48 | Ce n'est plus un rêve...        | —               | 2009            | Inedito         |
| 49 | Perdus et retrouvés             | —               | 2009            | Inedito         |
| 50 | Changer d'air                   | —               | 2009            | Inedito         |
| 51 | À plein nez                     | —               | 2009            | Inedito         |
| 52 | Surprises et méprises           | —               | 2009            | Inedito         |
| 53 | Dans le fond...                 | —               | 2009            | Inedito         |
| 54 | Les petits services             | —               | 2009            | Inedito         |
| 55 | Comme un gars                   | —               | 2009            | Inedito         |
| 56 | De gré ou de force              | —               | 2009            | Inedito         |
| 57 | Le casse-tête de casser         | —               | 2009            | Inedito         |
| 58 | Les pots cassés                 | —               | 2009            | Inedito         |
| 59 | Telle mère, telle fille         | —               | 2009            | Inedito         |
| 60 | Jeux de confiance               | —               | 2009            | Inedito         |